# Dobbeltfirer
Dobbeltfirer (ofte forkortet 4x) er en kaproningsbåd, som roes af fire personer med to årer hver, i modsætning til en firer uden styrmand, hvor hver roer kun har én åre. Båden er ca. 12 meter lang, og klassen er på OL-programmet både for mænd og kvinder. 
Første gang dobbeltfireren blev roet i OL-sammenhæng var ved OL 1976 i Montreal.